# Pępowo (gromada)
Pępowo – dawna gromada, czyli najmniejsza jednostka podziału terytorialnego Polskiej Rzeczypospolitej Ludowej w latach 1954–1972.
Gromady, z gromadzkimi radami narodowymi (GRN) jako organami władzy najniższego stopnia na wsi, funkcjonowały od reformy reorganizującej administrację wiejską przeprowadzonej jesienią 1954 do momentu ich zniesienia z dniem 1 stycznia 1973, tym samym wypierając organizację gminną w latach 1954–1972.
Gromadę Pępowo z siedzibą GRN w Pępowie utworzono – jako jedną z 8759 gromad na obszarze Polski – w powiecie gostyńskim w woj. poznańskim, na mocy uchwały nr 20/54 WRN w Poznaniu z dnia 5 października 1954. W skład jednostki weszły obszary dotychczasowych gromad Babkowice, Gębice, Ludwinowo, Magdalenki, Pępowo i Siedlec ze zniesionej gminy Pępowo w tymże powiecie. Dla gromady ustalono 27 członków gromadzkiej rady narodowej.
1 stycznia 1958 do gromady Pępowo włączono miejscowości Czeluścin, Czeluścinek i Pasierby oraz część miejscowości Raszewy (74,5343 ha) z gromady Smolice w tymże powiecie.
1 stycznia 1960 do gromady Pępowo włączono obszar zniesionej gromady Skoraszewice w tymże powiecie.
Gromada przetrwała do końca 1972 roku, czyli do kolejnej reformy gminnej. 1 stycznia 1973 w powiecie gostyńskim reaktywowano gminę Pępowo.